# キッチン戦隊クックルン (初代)
キッチン戦隊クックルン (初代)では、初代の「キッチン戦隊クックルン」が登場した、テレビ番組『ゴー!ゴー!キッチン戦隊クックルン』の前身番組『すすめ!キッチン戦隊クックルン』の内容について記載する。

## あらすじ
悪の軍団・ダークイーターズは、様々な星に悪戯してはそれらを滅茶苦茶にしてきた。次なる標的を地球に定めた彼らは、食べ物が地球人を幸せにしていることを知り、食べ物にちなんだ「怪人」を送り込み地球人への嫌がらせを始める。異星人のスーパーシェフは、地球の「ペコハラ村」で怪人に襲われていたリンゴ、セージ、クミンの3姉妹を助けた3人の力士に怪人に対抗できる力を授けようとするが、失敗してリンゴたちに力を授けてしまう。こうしてリンゴたちは「キッチン戦隊クックルン」となり、怪人に立ち向かうこととなった。

## 登場人物

### キッチン戦隊クックルン
リンゴ
声・演 - 田口乙葉
三姉弟の一番上の長女。小学生。ふだんはストレートヘアだが、調理の際は髪を後ろで一つに縛る。スポーツは得意だが、学業は苦手でテストで0点を取ることが何度もある。性格は明朗で優しいが、おっちょこちょいでややミーハーな面も持つ。料理を作れる特殊能力を当初より授けられている。
ミントに恋愛感情を抱いており、自身と仲よくしている絵を密かに書いたり、彼が怪人との戦いを見ている時に張り切って「地球の平和は私が守る」と言いポーズを決めたりしたことがある。デガラシからは「ミント先輩のことになると人が変わる」と評されている。
2024年度放送開始の6代目クックルンにて、同作の主人公であるヨモギ、クリン、マメコの母親として再登場した。変身能力は健在である。
セージ
声・演 - 中尾壮位
三姉弟の真ん中の長男。小学生。大人しい性格で怖がり。学業は優秀だが、運動は苦手。様々な発想を思いつくクックルンの頭脳で、怪人を倒す作戦をリンゴとクミンの耳元で「ごにょごにょー」と話すことが多い。素直な性格ゆえ、ボケ役のクミンと衝突することがあるが、リンゴが戦闘不能に陥った時にクミンと共に怪人を退治したこともある。ハロウィンの時に開かれたパーティーに花のコスプレをして参加したり、花に悩みを相談したりするほどの花好き。苦手な食べ物はゴーヤーとセロリ。少女の怪人に騙され、ショックを受けたことがある。2013年度97話より、包丁が使えるようになった。
クミン
声・演 - 幸田雛子
三姉弟の末っ子である次女。幼稚園児。基本的にボケ役。「はいさ」が口癖。モバイルキッチンなどが入ったポーチを下げている。祖母のワサビの影響で「かたじけない」「めんぼくない」と言ったり、リンゴとセージがジュースを頼む中自身はそば湯を注文したり「痛いの痛いの飛んでけ」を「痛いの痛いのフライアウェーイ」と言ったりと言動が独特である。生意気な性格だが、自滅した怪人を助けたりと優しさも持ち合わせている。よく男子からモテているが自身ははんぺん山のファンで、彼とデートしたいと言ったり、彼との結婚を夢見たり、鬢付け油の臭いがする彼のキーホルダーを付けたりしたことがある。2014年度91話より、包丁が使えるようになった。
バニラ
声・演 - 和久田み晴（変身前の声）、山本花織（変身後）
ペコハラ村で「バニラストア」を営む高齢風の女性。リンゴたちがクックルンであることを見抜いているような発言をしたり、壁に爪楊枝をぶつけて近くを飛んでいたハチを追い払ったりと謎が多い。ミラクルミラーに映った「真実の姿」は、クックルンのような衣装を着ていた。
2013年度100話で明かされたその正体はリンゴたちの先輩にあたるクックルンで、変身すると若返る。変身時の名乗り台詞は「シュガーにメレンゲモッツァレラ、ピュアなホワイト、私はバニラ」、衣装の色は薄い水色、胸の印は青い星、帽子の印はスプーンが入ったカップアイスである。また、衣装のデザインはリンゴたちとは若干異なっている。変身前はリンゴたちを「ちゃん」「くん」付けで呼ぶが、変身後は呼び捨てにしている。リンゴたちの戦闘を見守ってきた経緯から、彼らの実力を大いに認めている。
スーパーシェフとの契約により、2014年度13話の終了時点であと1回しかクックルンに変身できなくなっていた。2014年度84話でデビルフルーツ団と戦うために最後の変身をし、同年度85話で自身がスーパーシェフと同じチューボー星のシェフ星人であること、チューボー星でダークイーターズに敗北し最後の手段としてスーパーシェフが作った「イエイイエイ最高ワンダフル土鍋」で調理した料理を食べてパワーアップを図るも「選ばれたクックルン」ではなかったために失敗し変身回数が制限されてしまったこと、ダークイーターズを追って地球を訪れデビルフルーツ団の襲来に備えていたことをリンゴたちに打ち明ける。2014年度95話でリンゴたちがいちごのおじさんと和解した後は、スーパーシェフと共にチューボー星を元通りにするためにアイスシップでペコハラ村を後にした。
アイス
声 - 深谷悠、比嘉久美子（アイスシップ）
バニラの愛犬。性別はメス。その正体はクックルンで、変身すると二足歩行となり、ふだんは目の上に垂れ下がっている毛が逆立ち、白い上着、薄緑のズボン、黄色いマフラーを着ける。戦闘時は他のメンバーがパワーチャージしている間に怪人の相手をする役目を担う。ふだんは人語は話せないが、宇宙船「アイスシップ」に変身すると話せるようになる。実際はお喋り好きで、ノリが軽い性格である。

### クックルンの協力者
スーパーシェフ
声 - 三宅健太
リンゴたちにクックルンの力を与えた料理人。チューボー星のシェフ星人。ダークイーターズに故郷を荒らされた過去を持つ。「宇宙で一番料理が上手くてすっごく偉い」と自負しているが、肝心なところで間が悪くクックルンを支援しようとしても大抵失敗する。リンゴたちからは「おじさん」と呼ばれ適当に遇らわれており、特にクミンからの扱いが悪くよく無視される。2014年度89話でクックルンたちとチューボー星で初めて対面するが、その際に実際は手に乗るほど小柄であることが判明する。
まごたん
声 - 比嘉久美子
実写パートに登場。スーパーシェフの命令を受け、リンゴたちの調理を支援するマスコット。サスペンダーが付いた卵の殻のような形のズボンを履き、クラブマークが付いたコック帽を被っている。関西弁で話す。料理や食材の知識が豊富。モバイルキッチンにモテるための本を隠している。バニラとは面識がある。

### ペコハラ村の住人
最終決戦ではクックルンに加勢した。
ミント
声 - 深谷悠
2013年度23話で初登場。リンゴが憧れる中学生。リンゴからは「ミントくん」、デガラシからは「ミント先輩」と呼ばれている。青い髪と水色の瞳が特徴の美少年で、スポーツ万能。
デガラシ
声 - 新田早規
2013年度23話で初登場。リンゴの同級生。ミントと仲がよい。ピーマンが嫌い。実家が金持ちで、登場時には「庶民の皆さん、こんにちは」と言って周囲を呆れさせることが多い。クミン曰く「残念な人」で、リンゴからは軽視されており、怪人に襲われているにもかかわらず見捨てられかけることがある。しかし、挨拶以外で金持ちであることを鼻にかけるような発言はほとんどなく、捨てられていた子犬の面倒を見たりと優しい面も持つ。料理が得意で、巨大な多段ケーキや自身を描いた精緻なキャラ弁を作れる。
作中で判明している家族構成は父、母、妹。両親のことは「パパ」「ママ」と呼んでおり、母親からは「デガちゃま」と呼ばれている。妹は2014年度14話で奇抜な服装でファッションショーに登場した。
クックルンに憧れており、名乗り台詞「たねに小骨にあぶらかす、食べずに捨てる、ぼくはデガラシ」と必殺技「たらふくビーム」を考案し衣装を自作した上で、リンゴたちにクックルンへの加入を懇願したことがある。
はんぺん山
声 - 井上尚
「ぷよぷよ部屋」に属する力士。番付は大関。よく泣き出して、それに気付いたリンゴたちに助けてもらうことが多い。張り手の稽古で柱を折って建物ごと壊してしまうほどの怪力の持ち主。食べ物を食べると寝てしまう癖があり、それで取組をすっぽかすことがある。
大将
2013年度14話で初登場。寿司屋「し〜す〜寿司」の大将。さび抜きとワサビ入りの寿司の区別がつかず泣いたことがある。
前田あつよ
声 - 新田早規
人気アイドル。愛称は「前田のあっちゃん」。顔写真と愛称は2013年度6話から登場しているが、本人と本名は2013年度64話から登場した。力士の応援ソング「Everydayちょんまげ」を歌っている。趣味は長電話。力士を地球外に投げ飛ばすほどの怪力の持ち主。
シケ太ノリ夫
2013年度62・63話に登場。テレビプロデューサー。クックルンの許可を得ずに、彼らの握手会とサイン会を企画した。
ましゅまろ富士
2013年度64話で前田あつよによってクヨッペンと共にダークソーサーまで投げ飛ばされた力士。「力が強いから」という理由でクヨッペンによって一時的にダークイーターズの一員となった。ダークイーターズ加入時は、紫の三角形の覆面を被り廻しに「DE」の形の装飾を付けていた。2013年度69話でクヨッペンによってダークソーサーに連れて来られたはんぺん山と共に地球へ帰還し、ダークイーターズを脱退した。
ワサビ
声 - 水田わさび
2014年度44話に登場。リンゴたちの祖母。彼らからは「（ワサビ）おばあちゃん」と呼ばれている。デガラシに完璧に変装して登場したり、スマートフォンを使い熟したり、リンゴとセージの秘密を他者に明かそうとしたりと侮れない。クミンに懐かれており、寿司屋の大将を始めとするペコハラ村の住人からはかなり慕われている。バニラとは友人同士である。
1年前に突然失踪しリンゴたち（特にクミン）から心配されていたが、それは世界に1つしかないはんぺん山のぬいぐるみのポールダンスバージョンを手に入れるために旅に出ていたからだった。しかし、リンゴたちと再会したその日のうちに再び失踪した。

### 怪人
物語に大きく関わる者のみ記載。
ブラック・シラタマーン
2013年度13話で初登場。白玉怪人。攻撃は自身の身体を千切ったり伸ばしたりして攻撃を行うが、クックルンに気を遣わせるほどに弱い。初登場時に身体を千切り過ぎて消耗したところをクミンに助けられて以降、ダークイーターズを脱退して修行の旅に出ており、2013年度48・78話では旅の途中で出会った恋人のあずきちゃんと共に再登場した。2014年度94・95話にも登場し、いちごのおじさんと戦闘中のリンゴたちに加勢した。初登場時は白玉と同程度の大きさだったが、修行の成果で2013年度48話では一回り大きくなり、2014年度94話ではリンゴと同程度の大きさとなった。
いちごのおじさん
声 - 太田哲治
2013年度78話で初登場。シラタマーンの親戚にあたる、神出鬼没なイチゴの怪人。ぶっきらぼうな話し方をし、相手のことは呼び捨てで呼ぶ。様々な助言をしたりモバイルキッチンにイチゴを届けたりと、怪人だがクックルンを支援することが多い。
2014年度83話で明かされたその正体は、ダークイーターズを従える「デビルフルーツ団」のボス・太田イチゴ3世で本作のラストボス。2014年度94話でバニラのクックルンパワーを「パワースイートル1号」で吸収し、クックルンに変身してリンゴたちの前に立ちはだかる。変身時の衣装の色は紫、帽子のマークはドクロの顔が付いたイチゴ、名乗り台詞は「イチゴに木イチゴヘビイチゴ、邪悪な情熱、いちごのおじさん、怒りのレシピでパワーアップ、キッチン戦隊クックルン」である。クックルンの技も会得しており、作中ではミラクルニュートンとみつぼしまんぷくビームを放った。2014年度95話でリンゴたちに他者と一緒に食事をすることを勧められ、食べることの楽しみや喜びを味わい彼らと和解した。その後はシラタマーンとあずきちゃんと共に故郷の星へ帰還した。
リンゴリラッパンツミキンニくん
2013年度87話でクックルンと戦い敗れたリンゴ怪人。敗北後にデビルフルーツ団に加入していちごのおじさんから力を授かり、以降は彼の側近として活動していた。デビルフルーツ団員としての初登場話である2014年度64話から92話までは、頭巾とマントで身を包み正体を隠していた。
2014年度93話でクックルンに正体を明かし相撲対決を申し出てセージとクミンを倒すも、彼らを助けるために参入したデガラシとミントが操る「デガラシロボ」に足止めされ、その隙にパワーチャージしたクックルンの特選まんぷくビームで倒された。

### 作品外からのゲスト出演者
テツandトモ
声 - テツandトモ
ペコパラ村お笑いオンステージに登場した芸人。

## クックルンについて
本項ではクックルンに変身した後のリンゴ、セージ、クミンについて記述する。

### 変身時の名乗り
名乗る順に記載。変身前にはリンゴ、セージ、クミンがそれぞれ「クック」「クッキン」「クックルン」と順番に叫ぶ。台詞は省略されることがある。
- リンゴ - 「イチゴにトマトにさくらんぼ、真っ赤な情熱、私はリンゴ！」
- セージ - 「キャベツにレタスにほうれんそう、優しい緑のぼくはセージ！」
- クミン - 「プリンにカステラパンケーキ、甘ーい黄色、私はクミン！」

### 外見
上半身には白い帽子と各人ごとにデザインが異なるTシャツ、下半身には半ズボン、ベルト、草摺のような装飾、靴下を着けている。外見的特徴は下記の通りである（以下の記述はいずれもリンゴ、セージ、クミンの順）。
- パーソナルカラーはそれぞれ赤、緑、黄色で、各人の服の模様や靴下の色などに使われている[注釈 11]。
- シンボルマークはそれぞれハート、スペード、ダイヤで、胸に1つ、帽子の右側に3つ付いている。胸のシンボルマークの色は当初はパーソナルカラーだったが、2013年度100話でバニラによってパワーアップした後は金色となり、2014年度91話で「聖なるおにぎり」を食べてパワーアップした後は虹色となった。
- 帽子の左側にはそれぞれリンゴ、青リンゴ、レモンの印がついており、帽子にはパーソナルカラーの線が1本（2013年度100話でパワーアップした後は2本）入っている。
- 当初は靴に装飾（リンゴとクミンのものには羽根、セージのものには葉）が付いていたが、2013年度100話でパワーアップした後はなくなり代わりに白い線が入った。

### 必殺技
みつぼしまんぷくビーム
2014年度で使用。バニラの力が加わり、パワーアップしたまんぷくビーム。
特選まんぷくビーム
2014年度91話で「聖なるおにぎり」を食べてパワーアップしたことで使えるようになった、みつぼしまんぷくビームより強力なまんぷくビーム。

### 特殊能力
クックルンジャンプ以外は、クックルンポイントカードにクックルンポイントが一定数貯まったことでスーパーシェフから授けられた。
共通の特殊能力
クックルンジャンプ
2013年度1・68話に登場。ベルトのボタンを押すことで、身長の数倍程度の高さまで飛び上がれる。

リンゴの特殊能力
スーパークンクン
2013年度4話で初登場。嗅覚がパワーアップする。
ミラクルニュートン
地面からリンゴの木を生やし、なった実を相手に落とす。木は１度に複数本生やせる。「ミラクルバナナ」「ミラクルチェリー」など「ニュートン」の部分を果物の名称に言い換えれば、その果物の実を落とせる。
ウキウキヤッホー
2013年度58話で初登場。「ウキウキ」と言うと体が1cmだけ空中に浮く。能力の地味さに当のリンゴは泣き出したりと、クックルンからは不評である。怒っている最中に発動すると、かなり高く浮き上がる。

セージの特殊能力
ダイドコロジーZ
2013年度9話で初登場。「変われ、自分！」と叫ぶと台所用品に変身する。「大きくなれ、自分」と叫ぶと大きくなれる。発動時間は3分。
ノビノビ クラシターイ
2014年度7話で初登場。両手を挙げて「ノビノビ クラシターイ」と言うと体のどこかが伸びる。伸びる体の部分は選べないが、伸びる長さは調整できる。

クミンの特殊能力
ハナセバワッカルンルンルン
2013年度14話で初登場。耳を触ることで食べ物と会話できる。名称はスーパーシェフが一晩かけて考えたが、リンゴたちには不評だった。ただし、耳を触って発動させる点に関しては、クミンに気に入られている。話しかけた時に食べ物が寝ているなどして話ができないこともある。

### 重要な設定
モバイルキッチン
クックルンの秘密道具の1つで、ポーチにしまえるほどに小さな卵。「モバイルキッチン・オープン」と叫ぶと同時に投げると、中に入って料理ができる。内部にはキッチンや調理道具の他に、視聴者からの投稿が届く郵便受けがある。
クックルンポイントカード
2013年度9話で初登場。クックルンが怪人を倒したり人助けをしたりするとスタンプが貯まるカード。スタンプがある程度貯まると、クックルンが新しい特殊能力や戦闘用の道具を使えるようになる。

### 正体の取り扱い
リンゴたちは変身後も素顔丸出しな上に本名で呼び合っているにもかかわらず、周囲は正体に気付いていないが、本人たちは人前での変身を避けている。ダークイーターズは変身前のリンゴたちのこともクックルンだと認識している。2013年度95話では、変身を目撃して驚く子供たちに対して「そのこと（正体）については内緒ということで」とクミンが口止めをする描写があった。

### 秘密道具
クックルンが戦闘で使う道具。ふだんはクミンのポーチの中に入っている。
ミラクルミラー
2013年度7話で初登場。上下逆さに持って人物を映すとその「真実の姿」が映る鏡。初登場時は日光を反射させて怪人に当てるために使われたが、2013年度47話で前述の機能が判明した。これが登場した際は必ずクミンが自身の顔をこれに映してボケをかまし、スーパーシェフがそれにノリツッコミを入れる。
ミラクルリモコン
2013年度17話で初登場。当てたものの時間の進みを早めたり巻き戻したりできる光を出せるリモコン。

### その他のアイテム
クックルンお弁当箱
2013年度63話に登場。クックルンの人気に肖って、彼らの許可を得ずに販売されている。NHKエンタープライズファミリー倶楽部より「すすめ！キッチン戦隊クックルン お弁当箱」の名称で、実際に商品化されている。
スーパーシェフステッカー、スーパーシェフタオル
2013年度54話に登場。クックルンポイントカードが貯まったことにより、リンゴたちがスーパーシェフから貰った、なんら特別な能力のないステッカーとタオル。
スクータートル
2014年度21話から23話に登場。怪人によってダークイーターズのクジラ型の潜水艇「オオゴエデホエール号」へと連れ去られたはんぺん山を助けるために、スーパーシェフがリンゴたちに貸した乗り物。ウミガメにハンドルが付いた風貌で、ハンドルの中央に付いたボタンを押すと高速で移動できる。被ると水中でも息ができるフルフェイスのヘルメットが付属している。リンゴたちが潜水艇から脱出する際に置いてきてしまったため、スーパーシェフには返却されなかった。

## 放送内容について

### 各曜日の放送
- 月曜日から水曜日 - 戦隊もののストーリーに絡めながら料理の作り方を紹介していく。
- 木曜日 - 前半はリンゴたちの人助けやクヨッペンの地球偵察を描くアニメ、後半は「キッチンリサーチ！ちょっといってクルン！」を放送。
- 金曜日 - 当初は「一週間ダイジェスト」の名称で一週間の総集編を放送していたが、2013年度11週以降は「オールデイ、モバイルキッチン」の名称で後述のコーナーやアニメ（2014年度以降）を放送。

### 各種コーナー
「キッチンリサーチ！ちょっといってクルン！」「じぶんでお米をつくっちゃお」以外は「オールデイ、モバイルキッチン」か「特集」で実施される。
キッチンリサーチ！ちょっといってクルン！
バンダナとオーバーオールを着けたセージとクミンが、農園などの料理関連の施設を見学する。リンゴは基本的にモバイルキッチンで待機し、必要に応じて遠隔でセージとクミンに指示を出す。
じぶんでお米をつくっちゃお
2014年度30話から不定期に実施。ビルの屋上にバケツを幾つか置き、その中に土と水を入れてイネを育てる。公式ウェブサイトでは「かんさつ日記」が公開されていた。
ためしてクックルン
クックルンが何かを調べたり作ったりするコーナー。コーナー冒頭では、セージとクミンによってタイトルコールがなされる。進行役はセージかまごたんが務める。2014年度10話ではクミンが進行役を務めた。「お寿司クイズ」「おかしクイズ」などのクイズが行われることもあり、この時はセージが出題者、リンゴとクミンが回答者を務める。リンゴとクミンは正解するとお寿司やおかしなどを食べられるが、不正解の場合はこれらをセージに食べられてしまう。2014年度ではセージも回答者を務める場合があり、この場合はまごたんが出題者を務める。
シルエットクイズ
本番組の登場人物が答えのシルエットクイズを視聴者に向けて出題する。進行役はまごたんが務める。
おしえてクックルン
視聴者からの質問にクックルンが答える。質問内容は料理やクックルンに関するものが多い。視聴者が投稿したイラストや調理中を撮影した画像などを紹介することもある。特集では通常より多くの投稿を紹介する「おしえてクックルンスペシャル」が実施されることがある。
はっけんみんなの怪人大図鑑
視聴者が投稿した怪人を紹介する。
クックルンじゃんけん
「まんぷくビームでクックルン」の掛け声と共に、クックルンの1人が視聴者に向けて番組固有のじゃんけんのポーズを取る。
キッチンあいことば
リンゴたちが「覚えておくと料理がもっと面白くなる」言葉を教える。
りんごのウキウキおやつ
リンゴがおやつの作り方を教える。

## 主題歌
七緒はるひは2014年度45話までは、「寺田はるひ」名義でクレジットされる。
「すすめ！キッチン戦隊クックルン」
Uyuによるオープニングテーマ。作詞はTOMBOW、作曲は宮崎誠。
「負けるな！ふんばれ！クヨッペン」
皆川猿時、七緒はるひによるエンディングテーマ。作詞は竹村武司、作曲は福井洋介。
「イラッキン愛のバラード」
七緒はるひ、皆川猿時によるエンディングテーマ。作詞は竹村武司、作曲は佐藤泰将。
「ごはんがだ〜いすきだ〜い！」
田口乙葉、中尾壮位、幸田雛子によるエンディングテーマ。作詞はTOMBOW、作曲は宮崎誠。

## 各話リスト
表について
- 週 - 年度内での放送週の通番。
- 話 - 年度内での放送回の通番。
- 初回放送日 - 放送が初めて確認された日。
- サブタイトル - NHKの番組表[† 7]や電子番組ガイドに準ずる。初回放送と再放送で異なる場合は、基本的に初回放送のものを記載。
- 怪人・見学内容 - 番組に準ずる。
- 料理名 - 公式ウェブサイトの「レシピリスト[† 8]」に掲載されたものに準ずる。
- 挿入歌 - 番組内で披露される歌。特筆しない限り、歌唱はすべてUyuが担当している。太字は初出の物。
- ED - エンディングテーマ。「負けるな！ふんばれ！クヨッペン」を「A」、「イラッキン愛のバラード」を「B」、「ごはんがだ〜いすきだ〜い！」を「C」と表記している。

### 2013年度
| 週 | 話  | 初回放送日    | サブタイトル                                 | 怪人 | 料理名・見学内容                                                 | 挿入歌                                            | ED |
| -- | --- | ------------- | -------------------------------------------- | --- | ---------------------------------------------------------------- | ------------------------------------------------- | -- |
| 01 | 01  | 2013年 4月1日 | クックルン、はじめました。                   | バナナナナナナナーン | カラフルチョコバナナ                                             | -                                                 | A  |
| 01 | 02  | 4月2日        | またまたバナナ怪人やってきた                 | バナナナナナナナナナナナナナナーン | はちみつバナナチョコトースト                                     | キッチンヒーローズ                                | A  |
| 01 | 03  | 4月3日        | タマゴの怪人がウホウホウホ！                 | タマゴリゴリ | ゆでたまごカップサラダ                                           | キッチンヒーローズ グルグルマゼルン               | A  |
| 01 | 04  | 4月4日        | カレーちゃんこを追いかけろ                   | - | 養鶏場見学                                                       | -                                                 | A  |
| 01 | 05  | 4月5日        | 今週もいろいろあったよ！クックルン           | - | -                                                                | -                                                 | A  |
| 02 | 06  | 4月15日       | こんにちはゴリ子です                         | タマゴリ子 | カラフル目玉やき                                                 | ぼくらはチャレンジャー                            | A  |
| 02 | 07  | 4月16日       | ショック！パンの怪人あらわる                 | ショック！パン兄弟シックス 0パンタ 0パンジロウ 0パンゾウ 0パンキチ 0パンベエ 0パンザエモン                                               | こんがりチーズのピザトースト                                     | キッチンヒーローズ                                | A  |
| 02 | 08  | 4月17日       | もう1回パンの怪人です                        | ショック！パン兄弟エイト 0パンタ 0パンジロウ 0パンゾウ 0パンキチ 0パンベエ 0パンザエモン 0パンコ 0パンナ                                 | ハートのかたぬきサンド                                           | Go! Go! クッキング                                | A  |
| 02 | 09  | 4月18日       | 変われ、自分！ダイドコロジーZ                | - | 養鶏場見学                                                       | -                                                 | A  |
| 02 | 010 | 4月19日       | 一週間ダイジェスト                           | - | -                                                                | -                                                 | A  |
| 03 | 011 | 5月13日       | 牛乳怪人、ビンの姿であらわる！               | ギューニューン | プルプルミルクゼリー                                             | キッチンヒーローズ Go! Go! クッキング             | A  |
| 03 | 012 | 5月14日       | 牛乳怪人、こんどはパックで                   | ギューニューンパック | ハニースイートカップケーキ                                       | グルグルマゼルン                                  | A  |
| 03 | 013 | 5月15日       | また会おう！白玉怪人                         | ブラック・シラタマーン | いちご白玉                                                       | キッチンヒーローズ スイーツ・パラダイス           | A  |
| 03 | 014 | 5月16日       | 寿司屋の大将を助けろ                         | - | イチゴ農園見学                                                   | -                                                 | A  |
| 03 | 015 | 5月17日       | 一週間ダイジェスト                           | - | -                                                                | -                                                 | A  |
| 04 | 016 | 5月27日       | こんにちは、タマゴリ太です                   | タマゴリ太 | フワフワホットケーキ                                             | Go! Go! クッキング                                | A  |
| 04 | 017 | 5月28日       | キャベツ怪人あらわる                         | キャベツ大佐 | 目玉焼き焼きそば                                                 | キッチンヒーローズ                                | A  |
| 04 | 018 | 5月29日       | レタス怪人あらわる                           | レタス大佐 キャベツ大佐 | たまごレタスチャーハン                                           | Go! Go! クッキング                                | A  |
| 04 | 019 | 5月30日       | クヨッペン、地球でケガのこどもを救う         | - | 牛の牧場見学、バター作成                                         | -                                                 | A  |
| 04 | 020 | 5月31日       | 一週間ダイジェスト                           | - | -                                                                | -                                                 | A  |
| 05 | 021 | 6月10日       | おほほほ！キュウリ怪人ざーます！             | ゴーロクシチハチキューリ夫人 | シャッキシャキ☆ 野菜サラダ                                       | おいしい音楽隊                                    | A  |
| 05 | 022 | 6月11日       | ワタクシ、トマト怪人です。                   | トマトマト夫人 | 夏野菜とツナのさっぱりスープ                                     | おいしい音楽隊                                    | A  |
| 05 | 023 | 6月12日       | ピーマンは、おいしいよ大作戦                 | スーピーマン | ピーマンピザカップ                                               | キッチンヒーローズ                                | A  |
| 05 | 024 | 6月13日       | クヨッペン、サッカー選手になる               | - | キュウリ農園見学                                                 | -                                                 | A  |
| 05 | 025 | 6月14日       | 一週間ダイジェスト                           | - | -                                                                | -                                                 | A  |
| 06 | 026 | 6月24日       | バナナ怪人（モンキーバナナ）3度目です。      | バナーン | ミックスフルーツミルクセーキ                                     | グルグルマゼルン                                  | A  |
| 06 | 027 | 6月25日       | うどん怪人にあったか〜いプレゼント           | ウー・ドンドコ | ひんやりサラダうどん                                             | おいしい音楽隊                                    | A  |
| 06 | 028 | 6月26日       | ダーツで勝負、パイナップル怪人               | ミスター・パイナポー | フルーツチーズクリームのサンドアイス                             | スイーツ・パラダイス                              | A  |
| 06 | 029 | 6月27日       | クヨッペン、おみこしをかつぐ                 | - | 潮干狩り                                                         | -                                                 | A  |
| 06 | 030 | 6月28日       | 一週間ダイジェスト                           | - | -                                                                | -                                                 | A  |
| 07 | 031 | 7月8日        | 特集(1)月曜日                                | - | ハニーヨーグルトドリンク                                         | キッチンヒーローズ                                | A  |
| 07 | 032 | 7月9日        | 特集(1)火曜日                                | - | ミニミニひとくちスイーツ                                         | Go! Go! クッキング                                | A  |
| 07 | 033 | 7月10日       | 特集(1)水曜日                                | - | レンジトマトジャム                                               | Go! Go! クッキング                                | A  |
| 07 | 034 | 7月11日       | 特集(1)木曜日                                | - | パリパリはちみつロール                                           | おいしい音楽隊                                    | A  |
| 07 | 035 | 7月12日       | 特集(1)金曜日                                | - | 手作りカッテージチーズ マシュマロビスケットサンド                | スイーツ・パラダイス                              | A  |
| 08 | 036 | 8月12日       | キャンプ 月曜日                              | - | -                                                                | -                                                 | -  |
| 08 | 037 | 8月13日       | キャンプ 火曜日                              | - | ニジマスの塩焼き                                                 | -                                                 | -  |
| 08 | 038 | 8月14日       | キャンプ 水曜日                              | - | ニジマスの蒸し焼き                                               | -                                                 | -  |
| 08 | 039 | 8月15日       | キャンプ 木曜日                              | - | あそぼうパン 牛肉の塩がま焼き（ダイナミックなお肉料理）          | -                                                 | -  |
| 08 | 040 | 8月16日       | キャンプ 金曜日                              | - | バウムクーヘン 焼きマシュマロ                                    | -                                                 | -  |
| 09 | 041 | 9月2日        | 特集(2)月曜日                                | - | サーターアンダギー                                               | -                                                 | -  |
| 09 | 042 | 9月3日        | 特集(2)火曜日                                | - | 八重山そば 味付け豚肉 ミキ                                       | -                                                 | -  |
| 09 | 043 | 9月4日        | 特集(2)水曜日                                | - | 磯料理                                                           | -                                                 | -  |
| 09 | 044 | 9月5日        | 特集(2)木曜日                                | - | シークワーサージュース シークワーサーシロップ 青パパイヤの和え物 | -                                                 | -  |
| 09 | 045 | 9月6日        | 特集(2)金曜日                                | - | フルーツたっぷりゼリー 沖縄伝統料理                              | -                                                 | -  |
| 10 | 046 | 9月16日       | サツマイモ怪人は土の中                       | イモプー | コロコロスイートポテト                                           | ぼくらは戦士だっ！クックルン                      | A  |
| 10 | 047 | 9月17日       | かわいいかぼちゃ怪人あらわる                 | かぼちゃん | かぼちゃのクッキー                                               | スイーツ・パラダイス                              | A  |
| 10 | 048 | 9月18日       | 彼女を連れて帰ってきたシラタマーン           | ブラック・シラタマーン あずきちゃん | もちもちあんだんご                                               | Go! Go! クッキング                                | A  |
| 10 | 049 | 9月19日       | 怪人オーディション、キングキャンディ         | ペロペロアメダマン キャンディーギャル キングキャンディ                                                                                   | 蜂蜜採集                                                         | -                                                 | A  |
| 10 | 050 | 9月20日       | 一週間ダイジェスト                           | - | -                                                                | -                                                 | A  |
| 11 | 051 | 9月30日       | イクラ怪人のひみつ                           | ザ・イークラーズ 0キャプテン 0リーダー 0ボス                                                                                             | さけとイクラの親子どん                                           | クックルンフォーメーションNo.7                    | A  |
| 11 | 052 | 10月1日       | ハム怪人、自立する                           | ハムハム パンタ パンコ パンナ レタス大佐                                                                                                 | ３色手まりおにぎり                                               | Go! Go! クッキング                                | A  |
| 11 | 053 | 10月2日       | しいたけ怪人とシイ・タケオ                   | デビルキノピー | きのことツナのたき込みごはん                                     | クックルンフォーメーションNo.7                    | A  |
| 11 | 054 | 10月3日       | ミントとリンゴの雨やどり                     | - | 昔のご飯の炊き方                                                 | -                                                 | A  |
| 11 | 055 | 10月4日       | オールデイ、モバイルキッチン                 | - | -                                                                | クックルンフォーメーションNo.7                    | A  |
| 12 | 056 | 10月14日      | モテモテだね、ジャガイモ怪人                 | ジャガイ・ゴウ カレーライス子 シチュー子 肉じゃが子 バター子 パンタ                                                                      | ポテトサラダ                                                     | グルグルマゼルン                                  | A  |
| 12 | 057 | 10月15日      | サケ怪人VSクミン太郎！                       | ザ・シャケーズ 0キャプテン 0ボス | さけのタルタルソースやき                                         | Go! Go! クッキング                                | A  |
| 12 | 058 | 10月16日      | 調味料の戦隊ヒーロー、あらわる!?             | さしす戦隊チョーミリョーファイブ（さとう、しお、す、しょうゆ、みそ）                                                                     | きのことベーコンのみそしる                                       | おいしい音楽隊                                    | A  |
| 12 | 059 | 10月17日      | クヨッペン、月でバニーに会う!!               | - | みそ作り                                                         | -                                                 | A  |
| 12 | 060 | 10月18日      | オールデイ、モバイルキッチン                 | - | 手作りマヨネーズ                                                 | クックルンフォーメーションNo.7                    | A  |
| 13 | 061 | 11月18日      | 太って帰ってきたハム怪人                     | ハムハム | スクランブルエッグサンド                                         | ぱわふるフライパン                                | A  |
| 13 | 062 | 11月19日      | ホットドッグ怪人VSアイス                     | ホットドッグドッグ | ロールパンホットドッグ                                           | Go! Go! クッキング                                | A  |
| 13 | 063 | 11月20日      | クックルン、握手会を開く                     | ショック！パン家族12 0パンタ 0パンジロウ 0パンゾウ 0パンキチ 0パンベエ 0パンザエモン 0パンコ 0パンナ 0パンパパ 0パンママ 0パン爺 0パン婆 | デザートフレンチトースト                                         | ぱわふるフライパン                                | A  |
| 13 | 064 | 11月21日      | クヨッペン、お相撲さん（ハンペン山）になる   | - | 手作りソーセージ                                                 | -                                                 | A  |
| 13 | 065 | 11月22日      | オールデイ、モバイルキッチン                 | - | -                                                                | クックルンフォーメーションNo.7                    | A  |
| 14 | 066 | 12月2日       | タマゴリ子、地球で結婚する                   | タマゴリ子 タマゴリゴリ ギューニューンパック タマゴリ太                                                                                  | フライパンむしプリン                                             | スイーツ・パラダイス                              | A  |
| 14 | 067 | 12月3日       | カステラ怪獣のひみつ                         | カステラノ・ザウルス | カステラチョコボール                                             | Go! Go! クッキング                                | A  |
| 14 | 068 | 12月4日       | 空まで積み上がったパンケーキ怪人             | 東京パンケーキツリー | いちごジャムのパンケーキ                                         | スイーツ・パラダイス                              | A  |
| 14 | 069 | 12月5日       | クヨッペン、地球で楽器を探す                 | - | レンコン掘り                                                     | -                                                 | A  |
| 14 | 070 | 12月6日       | オールデイ、モバイルキッチン                 | - | -                                                                | クックルンフォーメーションNo.7                    | A  |
| 15 | 071 | 12月16日      | 公募のブロッコリー星人、セージを孫と間違える | アフロブロッコリー教授 トーニューン タコヤッキー                                                                                         | チキンのトマト煮                                                 | おなかリンリンクックルン                          | A  |
| 15 | 072 | 12月17日      | タマネギ怪人と絶対に泣いてはいけない対決     | 鬼オニオン | カラフル手作りピザ                                               | おなかリンリンクックルン                          | A  |
| 15 | 073 | 12月18日      | 反抗期のアサリ怪人                           | アッサリママ アッサリ太 | フライパンパエリア                                               | ぱわふるフライパン                                | A  |
| 15 | 074 | 12月19日      | クヨッペン、サンタクロースになる             | - | ピーナッツ畑見学                                                 | -                                                 | A  |
| 15 | 075 | 12月20日      | オールデイ、モバイルキッチン                 | - | -                                                                | -                                                 | A  |
| SP | SP  | 2014年 1月1日 | お正月スペシャル                             | - | おもちとかまぼこのカルボナーラ風 お正月パフェ                    | おなかリンリンクックルン                          | -  |
| 16 | 076 | 1月6日        | うめぼし星人とやまびこ対決                   | うめぼうしくん トウモロコーン にんじゃじん だいじゃこん                                                                                  | コロコロ３色おにぎり                                             | ぐるぐるマゼルン                                  | A  |
| 16 | 077 | 1月7日        | ロックでノリノリこしょう怪人                 | ロックロックチリペッパー | はくさいとベーコンとしめじのチーズ蒸し鍋                         | グツグツグー！                                    | A  |
| 16 | 078 | 1月8日        | シラタマーンとあずきちゃんのケンカ           | ブラック・シラタマーン あずきちゃん いちごのおじさん                                                                                     | デザートミルクおしるこ                                           | スイーツ・パラダイス                              | A  |
| 16 | 079 | 1月9日        | クックルン、ぷにょぷにょになる               | - | 手焼き醤油せんべい作り                                           | -                                                 | A  |
| 16 | 080 | 1月10日       | オールデイ、モバイルキッチン                 | - | -                                                                | クックルンフォーメーションNo.5                    | A  |
| 17 | 081 | 1月20日       | 特集(3)月曜日                                | - | プルプルゼリードリンク                                           | クックルンフォーメーションNo.7                    | A  |
| 17 | 082 | 1月21日       | 特集(3)火曜日                                | - | かたぬきフルーツタルト                                           | Go! Go! クッキング                                | A  |
| 17 | 083 | 1月22日       | 特集(3)水曜日                                | - | まぜまぜレアチーズ                                               | クックルンフォーメーションNo.5 Go! Go! クッキング | A  |
| 17 | 084 | 1月23日       | 特集(3)木曜日                                | - | うふふ☆おとうふスイーツ                                          | Go! Go! クッキング                                | A  |
| 17 | 085 | 1月24日       | 特集(3)金曜日                                | - | ホットハニーミルク                                               | キッチンヒーローズ                                | A  |
| 18 | 086 | 2月17日       | チョコレート怪獣あらわる                     | チョコのドン ギョーザーン クリック | デコレーションチョコバナナ                                       | Go! Go! クッキング                                | A  |
| 18 | 087 | 2月18日       | 筋肉むきむきのリンゴリラッパ怪人             | リンゴリラッパンツミキンニくん | クックルン風ハニーアップルパイ                                   | スイーツ・パラダイス                              | A  |
| 18 | 088 | 2月19日       | こむぎこ怪人と変身対決                       | コムギコーン | いちごのさくらもち                                               | スイーツ・パラダイス                              | A  |
| 18 | 089 | 2月20日       | クヨッペン、フィギュアスケーターになる       | - | あめ細工                                                         | -                                                 | A  |
| 18 | 090 | 2月21日       | オールデイ、モバイルキッチン                 | - | -                                                                | クックルンフォーメーションNo.5                    | A  |
| 19 | 091 | 2月24日       | 冬特集（鍋）月曜日                           | 鍋星人 | せんべい汁作り                                                   | ぼくらはチャレンジャー                            | -  |
| 19 | 092 | 2月25日       | 冬特集（鍋）火曜日                           | 鍋星人 | 石やき鍋作り                                                     | キッチンヒーローズ                                | -  |
| 19 | 093 | 2月26日       | 冬特集（鍋）水曜日                           | 鍋星人 | とりもやし鍋作り                                                 | グツグツグー！                                    | -  |
| 19 | 094 | 2月27日       | 冬特集（鍋）木曜日                           | 鍋星人 | しょっつるおにぎり・しょっつる鍋作り                             | おなかリンリンクックルン                          | -  |
| 19 | 095 | 2月28日       | 冬特集（鍋）金曜日                           | 鍋星人 | きりたんぽ鍋作り                                                 | キッチンヒーローズ                                | -  |
| 20 | 096 | 3月17日       | 風の強い日にやってきたオムライス怪人         | オ・ムライスーン クリームおばけ マッチャー                                                                                               | とろけるたまごのオムライス                                       | ぱわふるフライパン                                | A  |
| 20 | 097 | 3月18日       | ポキポキ折れるスパゲッティ怪人               | ポッキンゲッティ団 団長パ・スタ夫 | ナポリタンスパゲッティ                                           | ぼくらはチャレンジャー                            | A  |
| 20 | 098 | 3月19日       | 正義のヒーロー!?ハンバーグマンあらわる！     | ハンバーグマン 鬼オニオン ロックロックチリペッパー                                                                                       | ミニハンバーグ                                                   | Go! Go! クッキング                                | A  |
| 20 | 099 | 3月20日       | さようならクックルン!?（前編）               | ダークロボ | エディブルフラワー農家見学                                       | -                                                 | A  |
| 20 | 100 | 3月21日       | さようならクックルン!?（後編）               | ダークロボ | バナナマシュマロトースト                                         | キッチンヒーローズ                                | A  |

### 2014年度
| 週 | 話 | 初回放送日     | サブタイトル                                       | 怪人                                                                                             | 料理名・見学内容                                                                                  | 挿入歌                                                     | ED |
| -- | -- | -------------- | -------------------------------------------------- | ------------------------------------------------------------------------------------------------ | ------------------------------------------------------------------------------------------------- | ---------------------------------------------------------- | -- |
| 01 | 01 | 2014年 3月31日 | クックルン、またはじめました。                     | スナッピー ナットウロン                                                                          | 春のミモザサラダ                                                                                  | Go! Go! クッキング                                         | -  |
| 01 | 02 | 4月1日         | 腕がムキムキのアスパラガス怪人                     | アスパラ・ザ・ジャイアント                                                                       | 春やさいのぽかぽかスープ                                                                          | グツグツグー！                                             | A  |
| 01 | 03 | 4月2日         | セージVSマヨネーズ怪人 お絵描き対決！              | マヨネエ〜                                                                                       | カラフルディップサンド                                                                            | グルグルマゼルン                                           | A  |
| 01 | 04 | 4月3日         | クヨッペン、ランナーになる                         | -                                                                                                | 春の和菓子作り                                                                                    | -                                                          | A  |
| 01 | 05 | 4月4日         | オールデイ、モバイルキッチン                       | -                                                                                                | -                                                                                                 | クックルンフォーメーションNo.7                             | B  |
| 02 | 06 | 4月14日        | 生クリーム怪人と早撃ち対決！                       | クリーム・イーストウッド いちごのおじさん                                                        | フルーツサンド                                                                                    | スイーツ・パラダイス                                       | A  |
| 02 | 07 | 4月15日        | ジャガイくんがまたやってきた                       | ポッテイト男爵 ジャガイ・ゴウ キュウリ子                                                         | カリっとじゃがいも                                                                                | キッチンヒーローズ                                         | B  |
| 02 | 08 | 4月16日        | 雲の上のそら豆怪人                                 | マメマメーン女王 まめっちょ                                                                      | そらまめあんおやつ                                                                                | チャオチャオおやつ                                         | A  |
| 02 | 09 | 4月17日        | バブー！クヨッペン赤ちゃん大暴走                   | -                                                                                                | かまぼこ作り                                                                                      | -                                                          | A  |
| 02 | 10 | 4月18日        | オールデイ、モバイルキッチン                       | -                                                                                                | -                                                                                                 | クックルンフォーメーションNo.5                             | A  |
| 03 | 11 | 4月28日        | 超でっかいミニトマトの怪人                         | ラブリートマちゃん                                                                               | ハムチーズロール＆ちくわきゅうり                                                                  | キッチンヒーローズ                                         | A  |
| 03 | 12 | 4月29日        | うさぎのソーセージ怪人                             | ソーセーピョン                                                                                   | うさぎソーセージ＆クックルン風あつやきたまご                                                      | おなかリンリンクックルン                                   | A  |
| 03 | 13 | 4月30日        | 大ピンチ！クックルン、にわとりになる!?             | コケッコー様 タマゴリ子 ギューニューンパック                                                     | うずらのたまごのコロコロミートボール                                                              | ぱわふるフライパン                                         | A  |
| 03 | 14 | 5月1日         | クヨッペン、ファッションモデルになる               | -                                                                                                | わさび畑見学                                                                                      | -                                                          | A  |
| 03 | 15 | 5月2日         | オールデイ、モバイルキッチン                       | -                                                                                                | コロコロオムライスボール＆カレーチーズライスボール                                                | クックルンフォーメーションNo.7                             | B  |
| 04 | 16 | 5月12日        | 特集(4)月曜日                                      | -                                                                                                | ピーマンのチーズカップケーキ                                                                      | -                                                          | C  |
| 04 | 17 | 5月13日        | 特集(4)火曜日                                      | -                                                                                                | きゅうりとキャベツのさっぱりづけ                                                                  | -                                                          | C  |
| 04 | 18 | 5月14日        | 特集(4)水曜日                                      | -                                                                                                | 手作りアイスクリーム                                                                              | -                                                          | C  |
| 04 | 19 | 5月15日        | 特集(4)木曜日                                      | -                                                                                                | にんじんツナふりかけ                                                                              | スイーツ・パラダイス                                       | C  |
| 04 | 20 | 5月16日        | 特集(4)金曜日                                      | -                                                                                                | キウイとパイナップルのドライフルーツ ももとバナナのデザートピザ                                   | チャオチャオおやつ                                         | C  |
| 05 | 21 | 5月26日        | はんぺん山救出大作戦(1)ホタテ怪人との戦い          | ホタテナゲールマン                                                                               | かいせんのっけ丼                                                                                  | お魚ブギ                                                   | A  |
| 05 | 22 | 5月27日        | はんぺん山救出大作戦(2)カジキ怪人とお笑い対決      | イケイケカジキブラザーズ 0カジちゃん 0ジキちゃん                                                 | かじきのてり焼き                                                                                  | お魚ブギ                                                   | A  |
| 05 | 23 | 5月28日        | はんぺん山救出大作戦(3)最後の敵、いわし怪人        | マジカル・イワッシャー博士                                                                       | いわしのつみれ汁                                                                                  | お魚ブギ                                                   | A  |
| 05 | 24 | 5月29日        | デガラシとイラッキンの秘密（小犬と船）             | -                                                                                                | 大森 海苔のふるさと館見学                                                                         | -                                                          | B  |
| 05 | 25 | 5月30日        | オールデイ、モバイルキッチン                       | -                                                                                                | -                                                                                                 | -                                                          | A  |
| 06 | 26 | 6月9日         | ひよこ怪人とニワトリ型ロボット                     | ダークピヨンドル ダークチキンガー                                                                | ささみときゅうりのまぜまぜサラダ                                                                  | キッチンヒーローズ                                         | A  |
| 06 | 27 | 6月10日        | 2回目登場のかぼちゃんと懲りないセージ              | かぼちゃん らっからっこ じゃがみん兄弟                                                           | かぼちゃのそぼろに                                                                                | マジカル・クッキン                                         | A  |
| 06 | 28 | 6月11日        | ナス怪人、ナース姿であらわる！                     | ナスナスナース                                                                                   | カラフルドライカレー                                                                              | おいしい音楽隊                                             | A  |
| 06 | 29 | 6月12日        | のど自慢大会でのクミンとクヨのデュエット           | -                                                                                                | 蕎麦打ち                                                                                          | -                                                          | B  |
| 06 | 30 | 6月13日        | みそ怪人あらわる!!                                 | ミッソン                                                                                         | ドレみそサラダ 米作り                                                                             | クックルンフォーメーションNo.7                             | A  |
| 07 | 31 | 7月7日         | スイカ怪人とスイカ割り対決                         | スイ閣下 スイカママ スイカ太郎 スイカ花子 スイカじいちゃん                                       | ひとくちシャーベット                                                                              | クックルン音頭でクッキング                                 | A  |
| 07 | 32 | 7月8日         | シソ怪人に、バニラ登場!?                           | ファソラシソーン                                                                                 | クックルン風ひやじる                                                                              | -                                                          | A  |
| 07 | 33 | 7月9日         | プールに現れたソーメン怪人                         | ソメラ                                                                                           | クックルン風おたのしみそうめん                                                                    | クックルン音頭でクッキング                                 | B  |
| 07 | 34 | 7月10日        | クヨッペン、イルカになる                           | -                                                                                                | ラムネ工場見学                                                                                    | -                                                          | A  |
| 07 | 35 | 7月11日        | オールデイ、モバイルキッチン                       | -                                                                                                | クミンのふわふわかき氷                                                                            | クックルン音頭でクッキング                                 | A  |
| 08 | 36 | 8月25日        | 特集(5)月曜日                                      | ギューニューンパック ブラック・シラタマーン                                                      | 原始人の肉                                                                                        | -                                                          | -  |
| 08 | 37 | 8月26日        | 特集(5)火曜日                                      | あずきちゃん                                                                                     | 本格インドカレー＆ナン                                                                            | -                                                          | -  |
| 08 | 38 | 8月27日        | 特集(5)水曜日                                      | いちごのおじさん                                                                                 | 地引き網漁                                                                                        | クックルン音頭でクッキング                                 | -  |
| 08 | 39 | 8月28日        | 特集(5)木曜日                                      | -                                                                                                | 特製海の幸パエリア                                                                                | クックルン音頭でクッキング                                 | -  |
| 08 | 40 | 8月29日        | 特集(5)金曜日                                      | -                                                                                                | 焼きりんご＆スモア 米作り                                                                         | クックルン音頭でクッキング                                 | -  |
| 09 | 41 | 9月8日         | ネバネバだね！納豆怪人                             | ネバネバイダーマン レモピヨ チーズちゃん                                                         | なっとうとちくわのマヨトースト                                                                    | 無敵のモーニングチャージ                                   | A  |
| 09 | 42 | 9月9日         | アントニオ・エノキVSベーコン怪人                   | ハルク・ベーコン                                                                                 | たっぷりやさいのかきたま汁                                                                        | グツグツグー！                                             | A  |
| 09 | 43 | 9月10日        | 女の子として帰ってきたザ・シャーケーズ             | ザ・シャケーズ・ガール 0女将 0お局 0ファーストレディ                                             | さけとほうれんそうののっけごはん                                                                  | 無敵のモーニングチャージ                                   | A  |
| 09 | 44 | 9月11日        | 戻ってきたワサビおばあちゃん                       | -                                                                                                | 納豆の作り方                                                                                      | -                                                          | A  |
| 09 | 45 | 9月12日        | オールデイ、モバイルキッチン                       | -                                                                                                | きいろのスムージー みどりのスムージー                                                             | クックルンフォーメーションNo.7                             | B  |
| 10 | 46 | 9月22日        | のり怪人と変身対決！                               | ノリ・ノリコ                                                                                     | キャンディー風のりまき                                                                            | まきまきロケンロール                                       | A  |
| 10 | 47 | 9月23日        | ニンジン怪人の忍法に気をつけろ                     | ニンジャジン チクワワット カニカマードン３兄弟                                                   | 野菜のカラフル肉まき                                                                              | まきまきロケンロール                                       | A  |
| 10 | 48 | 9月24日        | はんぺん山のニセモノあらわる!?                     | コンコン                                                                                         | 子ぎつねいなりずし                                                                                | グツグツグー！                                             | A  |
| 10 | 49 | 9月25日        | クヨッペン、野球の審判になる                       | -                                                                                                | メロン農場見学                                                                                    | -                                                          | B  |
| 10 | 50 | 9月26日        | オールデイ、モバイルキッチン                       | -                                                                                                | -                                                                                                 | -                                                          | A  |
| 11 | 51 | 10月13日       | クルミ怪人とクルミ割り人形の仲間割れ               | ドクターナッツ なんでも割り人形                                                                  | かぼちゃのハニーナッツサラダ                                                                      | Go! Go! クッキング                                         | A  |
| 11 | 52 | 10月14日       | ビスケット怪人の不思議なポケット                   | ビスばあ ビスモン                                                                                | かぼちゃのベイクドチーズケーキ                                                                    | チャオチャオおやつ                                         | A  |
| 11 | 53 | 10月15日       | フゥー！チャラいチーズ怪人がやってきた！           | ズッチー チーズ先輩 タマネギオニゴン のりのーり                                                  | かぼちゃのミートグラタン                                                                          | キッチンヒーローズ                                         | B  |
| 11 | 54 | 10月16日       | みんなでコスプレ！ハロウィーンパーティ             | -                                                                                                | ぎょうざ作り                                                                                      | -                                                          | A  |
| 11 | 55 | 10月17日       | オールデイ、モバイルキッチン                       | -                                                                                                | -                                                                                                 | -                                                          | B  |
| 12 | 56 | 11月10日       | じぶんでお米をつくっちゃおうSP                     | -                                                                                                | -                                                                                                 | キッチンヒーローズ                                         | -  |
| 12 | 57 | 11月11日       | ぷよぷよ部屋におこめ怪人が激突！                   | コメスケ                                                                                         | もちもちたきこみごはん                                                                            | おいしい音楽隊                                             | A  |
| 12 | 58 | 11月12日       | 魚卵のロックバンドあらわる！                       | ギョランギョラン 0タラコーン 0スジコーン 0カズノコーン 0キャビアーン                             | 2色のクックルンじゃがバター                                                                       | 思い出・イン・ザ・フィッシュ ときめき イン・ザ・クックルン | C  |
| 12 | 59 | 11月13日       | マイタケ怪人がレッツダンス！                       | マイタケル・ジャクソン                                                                           | チキンときのこのチーズいため                                                                      | Go! Go! クッキング                                         | A  |
| 12 | 60 | 11月14日       | クヨッペンがどうしてもやりたかったこと             | ミッソン                                                                                         | クックルンとん汁                                                                                  | キッチンヒーローズ                                         | B  |
| 13 | 61 | 12月1日        | 食パン怪人とバゲット怪人 大げんか                  | パンタ バケッ太 バター子 パンコ パン爺 ジャガイ・ゴウ ニンニくん                                 | サクサク3色ラスク                                                                                 | Go! Go! クッキング                                         | A  |
| 13 | 62 | 12月2日        | 巨大な茶柱を立てろ                                 | いちごのおじさん                                                                                 | みたらしだんごと手作りほうじ茶                                                                    | Go! Go! クッキング                                         | A  |
| 13 | 63 | 12月3日        | ベーキングパウダー怪人 秘密の粉                    | パウダーかけばばあ                                                                               | たっぷりりんごのケーキ                                                                            | チャオチャオおやつ                                         | A  |
| 13 | 64 | 12月4日        | イラッキンが泣いた日                               | リンゴリラッパンツミキンニくん                                                                   | かんぴょう作り                                                                                    | -                                                          | B  |
| 13 | 65 | 12月5日        | オールデイ、モバイルキッチン                       | -                                                                                                | ホクホクあま〜いやきいも                                                                          | クックルンフォーメーションNo.7                             | A  |
| 14 | 66 | 12月15日       | キターー！かわいいパプリカ怪人あらわる！           | パプ・リカ スティックマイヤー スーピーマン                                                       | にんじんとパプリカのコーンポタージュ                                                              | ごはんがだ〜いすきだ〜い！ ごちそう☆クリスマス             | A  |
| 14 | 67 | 12月16日       | こんにちは。僕たち地味な怪人です                   | クルットン クッコン アラザーン いちごのおじさん                                                  | クリスマスチョコレートケーキ                                                                      | ごちそう☆クリスマス                                        | A  |
| 14 | 68 | 12月17日       | ケチャップ怪人とジェスチャー対決                   | ケチャップリン                                                                                   | ローストチキンとブロッコリーツリー                                                                | ごちそう☆クリスマス                                        | A  |
| 14 | 69 | 12月18日       | クヨッペンのサプライズ作戦                         | -                                                                                                | ネギ農家見学                                                                                      | -                                                          | B  |
| 14 | 70 | 12月19日       | オールデイ、モバイルキッチン                       | タマゴリゴリ                                                                                     | -                                                                                                 | クックルンフォーメーションNo.7                             | A  |
| 15 | 71 | 2015年 1月5日  | バニラさん、最後の変身!?                           | ニニンガシソーン                                                                                 | 和風たらこクリームスパゲッティ                                                                    | グツグツグー！                                             | A  |
| 15 | 72 | 1月6日         | ペコハラ村にテツandトモがやってきた！              | コンブリアン                                                                                     | 和風ラーメン                                                                                      | メンメンヒーロー                                           | A  |
| 15 | 73 | 1月7日         | ペコハラ村に妖怪あらわる                           | -                                                                                                | クックルン風にこみけんちんうどん                                                                  | メンメンヒーロー                                           | A  |
| 15 | 74 | 1月8日         | クヨッペン、地球に基地を作る                       | -                                                                                                | サツマイモ畑見学                                                                                  | -                                                          | B  |
| 15 | 75 | 1月9日         | オールデイ、モバイルキッチン                       | -                                                                                                | -                                                                                                 | -                                                          | A  |
| 16 | 76 | 1月19日        | 特集(6)月曜日                                      | ミスター・パイナポー いちごのおじさん バナナナナナナナーン                                       | ミスターパイナポーのスムージー いちごのおじさん バナーンのチョコバナナ フルーツクロワッサンサンド | Go! Go! クッキング                                         | A  |
| 16 | 77 | 1月20日        | 特集(6)火曜日                                      | -                                                                                                | ふわふわヨーグルト                                                                                | キッチンヒーローズ                                         | A  |
| 16 | 78 | 1月21日        | 特集(6)水曜日                                      | -                                                                                                | もちもちきなこボール                                                                              | Go! Go! クッキング                                         | A  |
| 16 | 79 | 1月22日        | 特集(6)木曜日                                      | -                                                                                                | パリパリチーズ                                                                                    | ときめき イン・ザ・クックルン                              | A  |
| 16 | 80 | 1月23日        | 特集(6)金曜日                                      | バナナナナナナナーン（回想）                                                                     | ミニトマトシャーベット                                                                            | Go! Go! クッキング                                         | B  |
| 17 | 81 | 2月16日        | オールデイ、モバイルキッチン                       | -                                                                                                | -                                                                                                 | クックルンフォーメーションNo.5                             | A  |
| 17 | 82 | 2月17日        | デビルフルーツ団がやってきた！                     | カキノモトノマシュマロ リンゴリラッパンツミキンニくん                                            | ふわふわミルクのホットチョコ                                                                      | キッチンヒーローズ                                         | A  |
| 17 | 83 | 2月18日        | デビルフルーツ団のボスの正体                       | リンゴリラッパンツミキンニくん いちごのおじさん オレンボット とうくんとだいずん ちくちくえびてん | とろけるチーズのえびクリームドリア                                                                | ぱわふるフライパン                                         | A  |
| 17 | 84 | 2月19日        | 地球大ピンチ！バニラさん、最後の変身!?             | リンゴリラッパンツミキンニくん いちごのおじさん ちくちくえびてん キングアンコング                | ほかほかてづくりあんまん                                                                          | -                                                          | A  |
| 17 | 85 | 2月20日        | バニラさんのヒミツ                                 | リンゴリラッパンツミキンニくん いちごのおじさん                                                  | ほとんど土鍋におまかせプリン                                                                      | -                                                          | B  |
| 18 | 86 | 3月2日         | 宇宙へ（1）ノリノーリ星で元気のノリを手に入れろ    | ノリ・ノリヨ                                                                                     | てづくりいちごミルクマシュマロ                                                                    | ぼくらは戦士だっ！クックルン                               | A  |
| 18 | 87 | 3月3日         | 宇宙へ（2）シーオー星で塩怪人をやっつけろ！        | ソルトゴーレム                                                                                   | チョコナッツブラウニー                                                                            | ぼくらは戦士だっ！クックルン                               | A  |
| 18 | 88 | 3月4日         | 宇宙へ（3）氷のすべり台をクリアしろ！              | -                                                                                                | 2色のメープルクッキー                                                                             | ぼくらは戦士だっ！クックルン                               | A  |
| 18 | 89 | 3月5日         | 宇宙へ（4）チューボー星で伝説のアイテムをゲットだ  | -                                                                                                | 宇宙食                                                                                            | -                                                          | A  |
| 18 | 90 | 3月6日         | オールデイ、モバイルキッチン                       | -                                                                                                | -                                                                                                 | -                                                          | A  |
| 19 | 91 | 3月16日        | 最後の戦い（1）グレープフルーツ怪人をやっつけろ    | リンゴリラッパンツミキンニくん いちごのおじさん 高橋グレフル太郎                                 | オレンジとグレープフルーツのサラダ                                                                | ぼくらは戦士だっ！クックルン                               | A  |
| 19 | 92 | 3月17日        | 最後の戦い（2）はんぺん山さん大活躍                | リンゴリラッパンツミキンニくん いちごのおじさん 高橋パイン子                                     | パイナップルとセロリのミニピザ                                                                    | Go! Go! クッキング                                         | A  |
| 19 | 93 | 3月18日        | 最後の戦い（3）リンゴ怪人とお相撲勝負！            | リンゴリラッパンツミキンニくん いちごのおじさん                                                  | りんごととり肉のはちみつしょうゆ煮                                                                | ぱわふるフライパン                                         | A  |
| 19 | 94 | 3月19日        | さようならクックルン（前編）宇宙の平和を守るんだ   | いちごのおじさん ブラック・シラタマーン                                                          | いちごのマフィン                                                                                  | グルグルマゼルン                                           | -  |
| 19 | 95 | 3月20日        | さようならクックルン（後編）笑顔のレシピありがとう | いちごのおじさん ブラック・シラタマーン あずきちゃん                                             | 手づくりおにぎり                                                                                  | -                                                          | -  |

### 特集など
特筆しない限り、放送内容はすべて実写映像である。
特集(1)（2013年度7週）
オープニング前に視聴者からの投稿を背景に表示されたサブタイトルは「みんなでパワーアップスペシャル！」。「おしえてクックルン」「はっけんみんなの怪人大ずかん」「ためしてクックルン」「キッチンあいことば」「りんごのウキウキおやつ」を実施した。
キャンプ（2013年8週）
「なつやすみスペシャル キッチンリサーチ！ちょっといってクルン！」と題して放送した。視聴者からのキャンプに関する投稿を読んだリンゴたちが神奈川県相模原市へ行き、そこで出会った「名人」こと野口透と共にキャンプを行った。「おしえてクックルン」も毎話実施した。
特集(2)（2013年度9週）
「すすめ！キッチン戦隊クックルンinおきなわ」と題し、まごたんからの指示でリンゴたちが麦わら帽子を被って沖縄県で取材を行った。リンゴがナレーションを務める。オープニングではリンゴたちが石垣島で遊ぶ実写映像が流れた。
お正月スペシャル（2014年1月1日 16時25分 - 16時50分）
モバイルキッチン内に畳を敷くなどして作られた「お正月ルーム」で、和服に身を包みウマの被り物を被ったリンゴたちが「ヒヒーン」と言ってから札を取るというルールに則り「新春クックルンカルタ大会」を行った。カルタは番組独自のもので、クックルンや料理を描いた札で構成されている。審判は「白黒はっきりつけるため」にシマウマの被り物を被った人物・シマウマさん（演 - 玄田哲章）が務めた。優勝したクミンはスーパーシェフからお年玉（中身は餅）を貰った。カルタ大会と並行してクヨッペンが凧を蛸と誤解してイラッキンを怒らせる様子を描いたアニメパート、クックルンが割烹姿で料理を作るシーン、「クックルンじゃんけん」も放送した。番組終盤では、リンゴたちが書き初めで今年の抱負を発表した。
特集(3)（2013年度17週）
「勝手にクックルンスペシャル」と題して放送した。月曜日はクミンが「ハナセバワッカルンルンルン」を用いて得たヒントを元に箱の中に入った食べ物が何かを答える「クイズ、ハナセバワッカルンルンルン」、火曜日は怪人を模した料理を作る「怪人料理」、水曜日はクヨッペンの側近が電波ジャックして地球で仲間を探す様子を描いたアニメ、木曜日はスーパーシェフが用意した料理の知識が入ったカプセルトイ「クルクルポン」を回す話、金曜日は「おしえてクックルンスペシャル」を含む「オールデイ、モバイルキッチン」に近い内容を放送した。「クックルンジャンケン」「キッチンあいことば」「シルエットクイズ」「リンゴのウキウキおやつ」も実施した。
冬特集（鍋）（2013年度19週）
空腹で宇宙へ帰れない鍋星人（声 - 酒巻光宏）のために、リンゴたちが美味しい鍋料理を探した。オープニングテーマは短くしたものが流れた。95話には番組内で唯一の実写パートでの変身シーンが存在する。前半は鍋の材料となる物を収穫したり作ったりし、後半は前半で手に入れた食材を使った鍋料理を地元の人たちと共に作った。
特集(4)（2014年度4週）
「勝手にクックルンスペシャル」と題して放送した。「おしえてクックルンスペシャル」「クックルンじゃんけん」「シルエットクイズ」の他、「クミンのキラキラデコレーション」「セージのダイドコロジーZ」「バニラのためになる話」といったこの週限定のコーナーを実施した。
特集(5)（2014年度8週）
「夏休みスペシャル キャンプにきたよー！」と題して放送した。オープニングの映像は「キャンプ」の映像を混ぜたもの（月曜日と火曜日はそれを短くしたもの）が流れた。「名人」こと野口透と共に、ゲームを交えつつキャンプを行った。
特集(6)（2014年度16週）
「勝手にクックルンスペシャル」と題して放送した。金曜日を除くオープニングでは、途中にこの週の映像とまごたんのナレーションが入った。月曜日は怪人を模した料理を作る「かいじんクッキング」、火曜日は誰が最も100gに近い量の食材をはかりに乗せられるかをリンゴたちが競う「はかりまSHOWクッキング」、水曜日は特集(3)にも登場した「クルクルポン」を使う「なにがでるかな？クルクルポン」、木曜日はダークイーターズの手下の1人が怪人たちが紹介した店を訪れる「ダークイーターズスペシャル」、金曜日は「おしえてクックルンスペシャル」を放送した。また、「キッチンあいことば」を毎話実施した。